# Agnes Bernauer
Agnes Bernauer (c. 1410 – 12 de octubre de 1435) era la hija de un cirujano pobre de Augsburgo, de quien se enamoró Alberto de Baviera, hijo del duque reinante Ernesto de Baviera y se casó con ella secretamente, negándose a abandonarla para casarse con la princesa Ana de Brunswick. Alberto sufrió todas las amenazas de su padre y reconoció públicamente a la hermosa Agnes como esposa; pero en 1435, el duque Ernesto, aprovechando la ausencia de su hijo, la mandó prender como hechicera y la hizo arrojar al Danubio.
Alberto casó por fin con Ana y Ernesto, arrepentido de su crimen, levantó un monumento expiatorio en memoria de la víctima.